# Камень из Лос-Лунаса

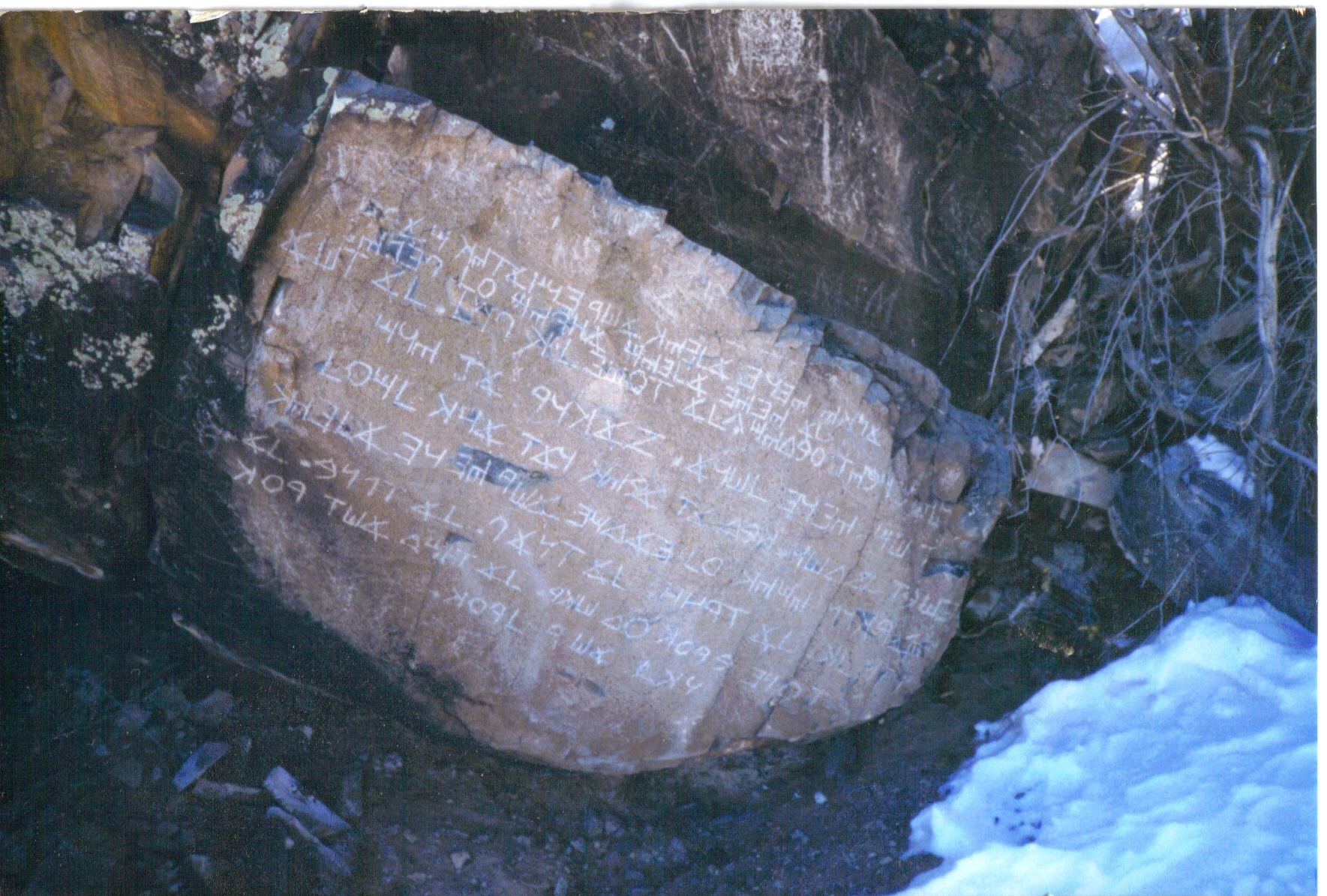
Камень из Лос-Лунаса. 1997 г.

Ка́мень из Лос-Лу́наса, называемый также Камень Декалога — крупный валун с древнееврейским текстом Десяти заповедей, найденный недалеко от североамериканского посёлка Лос-Лунас и считающийся подделкой конца XIX — начала XX века.

## Общие сведения
Камень из Лос-Лунаса находится в Скрытом нагорье (англ. Hidden Mountain) вблизи от североамериканского посёлка Лос-Лунас. Его особенностью является высеченный на поверхности древнееврейский текст краткого варианта Десяти заповедей.
Первое упоминание о камне относится к 1933 году. О нём сообщил Франк Хиббен (англ. Frank C. Hibben), профессор археологии Университета штата Нью-Мексико. По словам профессора, артефакт был указан местным жителем, обнаружившим его ещё в юности, в 1880 году.
Камень представляет собой крупный валун весом около 80 тонн. Из-за массивности он никогда не перемещался с места, где был найден. То есть оставался доступным для разного рода вандальных действий, например очистки знаков для их большей контрастности. Это сделало невозможным проведение научных исследований с целью определения времени создания надписи. В апреле 2006 первая строка текста вообще была испорчена вандалами.

## Версии появления надписи

### Гипотеза семитского происхождения
Если информация о существовании надписи ещё в 1880 году соответствует действительности, версия о её подделке маловероятна. В те годы древнееврейские тексты были совершенно неизвестны. Следовательно, камень из Лос-Лунаса является свидетельством доколумбовых контактов древних семитов с Америкой. Эту версию впервые высказал ещё Франк Хиббен. Позже её поддержал лингвист-семитолог Сайрус Гордон. Предполагалось, что текст на камне нанесён представителями одного из десяти потерянных колен Израиля, перебравшимися в Новый Свет. Однако в научном сообществе эта точка зрения поддержки не нашла.

### Аргументы сторонников фальсификации
Рассматривая надпись камня из Лос-Лунаса как фальсификацию конца XIX — начала XX века, используют следующие аргументы:
- Надпись содержит несколько слов с грубыми орфографическими ошибками. В частности, добавлены согласные, играющие роль гласных, хотя еврейский язык никогда их не использовал. Подобная ошибка крайне маловероятна для носителя языка по рождению.
- Хотя общий текст является древнееврейским, он содержит несколько включений на более поздних языках. Четыре включения являются греческими, два, предположительно, самаритянскими, а три имеют неизвестное происхождение.
- Вопросы о происхождении надписи вызывают несколько стилистических и грамматических несоответствий древнееврейскому, но свойственных современному ивриту[5].
- Своеобразный научный авторитет Франка Хиббена, нашедшего камень из Лос-Лунаса. Считается, что минимум в двух случаях он фальсифицировал археологические данные для поддержки собственных теорий[6][7][8].
- Полное отсутствие археологического контекста, связанного с пребыванием древних семитов в Новом Свете вообще и в районе Лос-Лунаса в частности[1].